# Krenwik
Krenwik (Frans: Crenwick) is een dorp in de Belgische provincie Luik. Samen met Roost vormt het Roost-Krenwik, een deelgemeente van Berloz. Krenwik ligt anderhalve kilometer ten zuidwesten van Roost.

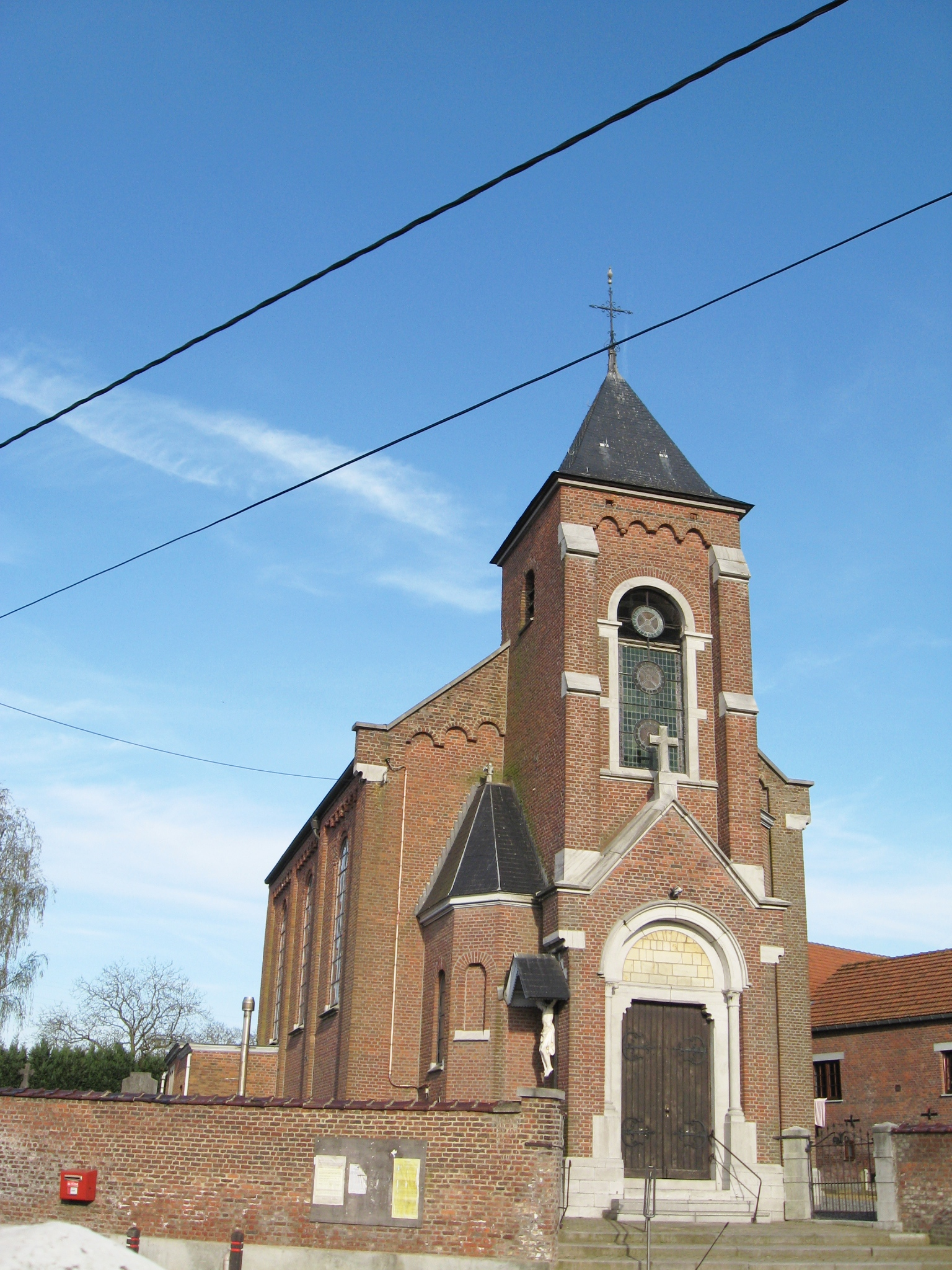
Église Saint-Laurent

## Geschiedenis
Op de Ferrariskaart uit de jaren 1770 is de plaats aangeduid als Crenevic. Op het eind van het ancien régime werd Krenwik een gemeente, maar deze werd al in 1825 opgeheven en met Roost verenigd in de nieuwe gemeente Roost-Krenwik.

## Bezienswaardigheden
- De Sint-Laurentiuskerk (Église Saint-Laurent) is een neoromaans kerkgebouw van 1873.

## Natuur en landschap
Crenwick ligt aan de taalgrens en aan de autoweg E 40. De hoogte aan de kerk bedraagt 134 meter.

## Nabijgelegen kernen
Rosoux, Vorsen, Boëlhe, Berloz
Deelgemeenten: Berloz · Corswarem · Roost-Krenwik

Overige dorpen en gehuchten: Hasselbroek · Krenwik · Roost · Jeuk-Station

Belgische gemeenten · arrondissement Borgworm · provincie Luik · Wallonië